# Hohenfelde (Mecklembourg)
Pour les articles homonymes, voir Hohenfelde.
Hohenfelde est une municipalité allemande du land de Mecklembourg-Poméranie-Occidentale et l'arrondissement de Rostock. En 2013, elle comptait 831 hab.

## Source de la traduction
- (de) Cet article est partiellement ou en totalité issu de l’article de Wikipédia en allemand intitulé « Hohenfelde (Mecklenburg) » (voir la liste des auteurs).